# Древер

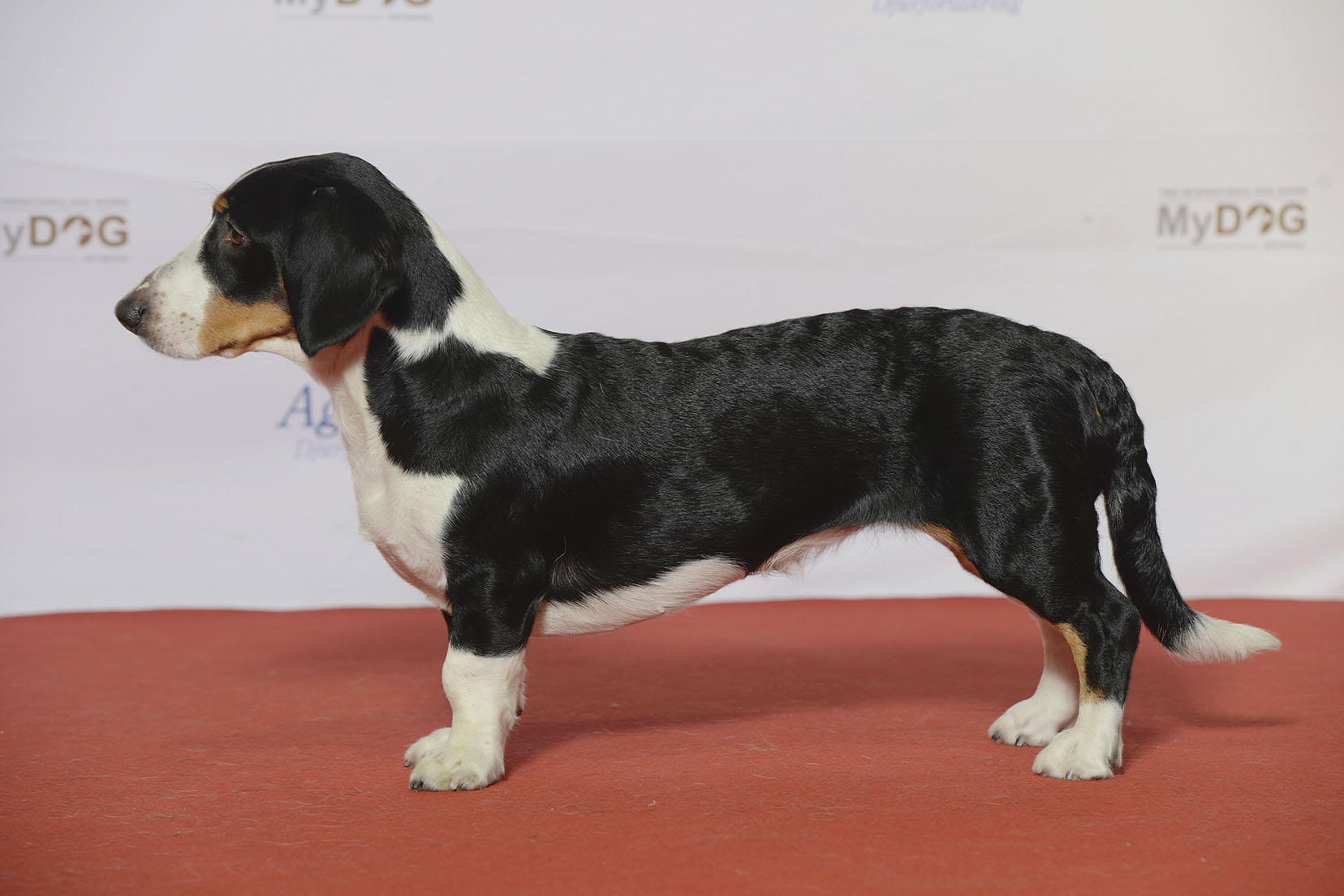

Древер, або шведський таксоподібний бракко (drever) — порода коротконогих гончих собак. Поширена у Швеції, використовується для полювання на зайця, лисицю, може полювати й на більш великого звіра, як поодинці, так і групами. У наші дні найчастіше використовується як собака-компаньйон.
Порода походить від німецьких і альпійських таксоподібних бракко, виведених в середині XIX століття у відповідь на заборону на полювання з довгоногими собаками. У Швеції низькорослі бракко з'явилися на початку XX століття і були помічені як надзвичайно наполегливі гончаки, здатні гнати дичину по лісі багато годин. Була відзначена і висока здатність до навчання собак. Шведські собаки відрізнялися від оригінальних німецьких трохи більше високим зростом. До середини XX століття порода отримала популярність, і був зареєстрований стандарт породи з назвою древер. У 1955 році FCI визнала древер як самостійну шведську породу.